# 处女地
《处女地》（英語：Virgin Territory）是一部2008年的浪漫喜剧电影，取材于薄伽丘的《十日谈》。该片意大利语名为十日谈派（Decameron Pie）灵感来源于美国喜剧电影美国派。该片在法国上映于2007年12月12日，DVD于2008年8月在美国发布。

## 角色
- 海登·克里斯滕森 - Lorenzo de Lamberti
- 米莎·巴顿 - Pampinea Anastargi
- 蒂姆·罗斯 - Gerbino Della Ratta
- 瑞安·卡怀特（英语：Ryan Cartwright） - Ghino
- 罗莎琳德·霍尔斯特德（英语：Rosalind Halstead） - Filomena
- 凯特·格鲁姆布瑞吉（英语：Kate Groombridge） - Elissa
- Christopher Egan（英语：Chris Egan (actor)） - Dioneo
- 奈格尔·派纳（英语：Nigel Planer） - Uncle Bruno
- 马修·瑞斯 - Count Dzerzhinsky
- 鲁伯特·弗兰德 - Alessandro Felice
- 希薇娅·克洛卡 - Sister Lisabetta
- 安娜·加连纳（英语：Anna Galiena） - The Abbess
- 伊莉莎贝塔·卡娜丽斯 - Nun
- 克雷格·帕金森（英语：Craig Parkinson） - Tindaro
- 凯蒂·露易丝·桑德斯 - Sister Maddalena